# Éster metílico de ácido graxo
Um éster metílico de ácido graxo (português brasileiro) ou gordo (português europeu) (abreviado como FAME, do inglês fatty acid methyl ester) são um tipo de éster de ácido graxo que pode ser produzido por uma reação catalisada por álcali entre gorduras ou ácidos graxos e metanol. As moléculas no biodiesel são principalmente FAMEs, normalmente obtidas de óleos vegetais por transesterificação.
Uma vez que cada microorganismo tem seu perfil FAME específico (impressão digital microbiana), ele pode ser usado como uma ferramenta para rastreamento de fonte microbiana. Os tipos e proporções de ácidos graxos presentes na membrana citoplasmática e lipídios da membrana exterior das células (gram negativos) são importantes preparados fenotípicos.
Em análises clínicas podem-se determinar os comprimentos, ligações, anéis (grupos cíclicos) e ramificações pelo perfil FAME. Para realizar esta análise, uma cultura bacteriana é tomada, e os ácidos graxos extraídos e utilizados para formar metil ésteres. Os derivativos voláteis são, então, introduzidos em um cromatógrafo a gás, e os padrões dos picos ajudam a identificar o organismo. Este é amplamente utilizado na caracterização de novas espécies de bactérias, e é útil para a identificação de cepas patogênicas.